# Еоху Вайрхес
Еоху Вайрхес  — (ірл. — Eochu Uairches)  —  він же: Еохайд Вайрхес, Еоху Порожній Човен - верховний король Ірландії (за середньовічною ірландською історичною традицією). Час правління: 633 — 621 до н. е. (згідно «Історії Ірландії» Джеффрі Кітінга) або 856 — 844 до н. е. (згідно хроніки Чотирьох Майстрів). Син — Лугайда Йардонна (ірл. — Lugaid Íardonn) — верховного короля Ірландії. Його імення «Вайрхес» означає «Голий Човен» або «Порожній Човен». Згідно легенди, таке прізвисько він отримав у вигнанні – у нього був корабель чи то ціла флотилія, за допомогою якої він займався піратством та набігами на узбережжя інших країн з метою грабунку (звична практика для приморських народів у ті часи). Прийшов до влади після вбивства свого попередника – верховного короля Ірландії Сірлама. Батько Еоху Вайрхеса – Лугайд Йардонн був витий Сірламом в битві Рах Клохайр. Слушно побоюючись помсти з боку його сина, Сірлам відправив Еоху Вайрхеса у вигнання – судячи по всьому на території Британії або нинішньої Шотландії. Після 12 років вигнання Еоху повернувся і вбив Сірлама стрілою, зайняв трон верховних королів. Правив Ірландією 12 років. Був вбитий Еоху Фіадмуйном та Конайнгом Бекеклахом (ірл. - Eochu Fíadmuine, Conaing Bececlach ), які захопили трон і стали співправителями Ірландії. «Книга захоплень Ірландії» синхронізує його правління з часом правління царя Артаксеркса I (465–424 до н. е.) в Персії, що дуже сумнівно.